# Episodi di Heartland (sesta stagione)
La sesta stagione di Heartland è andata in onda sul canale canadese CBC dal 16 settembre 2012 al 7 aprile 2013 . 
In Italia, la stagione è trasmessa in prima visione da Rai2 dal 6 al 29 novembre 2013.
| nº | Titolo originale             | Titolo italiano           | Prima TV Canada   | Prima TV Italia  |
| -- | ---------------------------- | ------------------------- | ----------------- | ---------------- |
| 1  | Running Against The Wind     | Georgina                  | 16 settembre 2012 | 6 novembre 2013  |
| 2  | Crossed Signals              | Il momento sbagliato      | 23 settembre 2012 | 7 novembre 2013  |
| 3  | Keeping Up Appearances       | Cowboy della domenica     | 30 settembre 2012 | 8 novembre 2013  |
| 4  | The Natural                  | Secondo natura            | 7 ottobre 2012    | 11 novembre 2013 |
| 5  | Trial Run                    | Salvataggio nel pozzo     | 28 ottobre 2012   | 12 novembre 2013 |
| 6  | Helping Hands                | Un istruttore per Mallory | 4 novembre 2012   | 13 novembre 2013 |
| 7  | Life is a Highway            | Il ritorno di Chase       | 11 novembre 2012  | 14 novembre 2013 |
| 8  | Do the Right Thing           | Cavalli in miniatura      | 2 dicembre 2012   | 15 novembre 2013 |
| 9  | Great Expectations           | Domande e risposte        | 9 dicembre 2012   | 18 novembre 2013 |
| 10 | The Road Ahead               | L'annuncio di matrimonio  | 6 gennaio 2013    | 19 novembre 2013 |
| 11 | Blowing Smoke                | Un carretto per Georgie   | 13 gennaio 2013   | 20 novembre 2013 |
| 12 | Playing with Fire            | Il concorso               | 20 gennaio 2013   | 21 novembre 2013 |
| 13 | Waiting For Tomorrow         | Scelte difficili          | 10 febbraio 2013  | 22 novembre 2013 |
| 14 | Lost and Gone Forever        | Un nuovo amore per Lou?   | 17 febbraio 2013  | 25 novembre 2013 |
| 15 | After All We've Been Through | La resa dei conti         | 3 marzo 2013      | 26 novembre 2013 |
| 16 | Born to Buck                 | Un nuovo lavoro           | 24 marzo 2013     | 27 novembre 2013 |
| 17 | Breaking Point               | Punto di rottura          | 31 marzo 2013     | 28 novembre 2013 |
| 18 | Under Pressure               | Sotto pressione           | 7 aprile 2013     | 29 novembre 2013 |